# جیم بکوس
جیم بکوس (انگلیسی: Jim Backus; ۲۵ فوریهٔ ۱۹۱۳ – ۳ ژوئیهٔ ۱۹۸۹) یک هنرپیشه، فیلم‌نامه‌نویس، و صدا پیشه اهل ایالات متحده آمریکا بود.

## گزیده فیلمشناسی
از فیلم‌ها یا برنامه‌های تلویزیونی که وی در آن نقش داشته‌است می‌توان به آثار زیر اشاره کرد.
- ام (فیلم ۱۹۵۱) (۱۹۵۱)
- پیروزی درخشان (۱۹۵۱)
- مرد آهنی (فیلم ۱۹۵۱) (۱۹۵۱)
- مردی با ردا (۱۹۵۱)
- حد مکانی، آمریکا (۱۹۵۲)
- زحمت در زدن به خودت نده (۱۹۵۲)
- آندروکلس و شیر (۱۹۵۲)
- فرانسیس در نیروی دریایی (۱۹۵۵)
- شورش بی‌دلیل (۱۹۵۵)
- جنس مخالف (۱۹۵۶)
- جانی کول (فیلم) (۱۹۶۳)
- دنیای دیوانه، دیوانه، دیوانه، دیوانه (۱۹۶۳)
- بشتاب غروب (۱۹۶۷)
- غرب وحشی وحشی (مجموعه تلویزیونی) (۱۹۶۸)
- خواب جینی را می‌بینم (۱۹۷۰)
- شما او را می‌بینید (۱۹۷۲)
- اژدهای پیت (فیلم ۱۹۷۷) (۱۹۷۷)